# Stephen Archer

a Compétitions nationales et continentales officielles uniquement.

b Matchs officiels uniquement.
Dernière mise à jour le 29 août 2023.
Stephen Archer, né le 29 janvier 1988 à Cork (Irlande), est un joueur international irlandais de rugby à XV jouant au poste de pilier droit au Munster depuis 2009.

## Biographie

### Jeunesse et formation
Stephen Archer naît le 29 janvier 1988 à Cork en Irlande. Il commence le rugby dans sa ville natale au Christian Brothers College (en). Il joue ensuite pour l'équipe du University College Cork, puis avec l'équipe de Cork Constitution dans le Championnat d'Irlande, qu'il remporte en 2010. Durant cette période, il est également international irlandais des moins de 20 ans.

### Débuts professionnels (2009-2012)
Stephen Archer fait ses débuts professionnels avec le Munster le 23 octobre 2009, en début de saison 2009-2010, contre Édimbourg. Pour sa première saison, il ne joue que trois matchs, dont une titularisation. La saison suivante, en 2010-2011, son équipe se qualifie en finale de la Celtic League où elle affronte le Leinster. Pour cette rencontre, Archer est sur le banc des remplaçants mais n'entre pas en jeu. Le Munster s'impose 19 à 9 et remporte ainsi la compétition,. Archer remporte le premier titre de sa carrière. 
L'année suivante, en 2011-2012, il remporte la British and Irish Cup en battant les Gallois de Cross Keys. Cette saison, son temps de jeu augmente considérablement, il joue au total dix-huit matchs toutes compétitions confondues, contre six la saison précédente. Il est également sélectionné avec les Ireland Wolfhounds (en), l'équipe réserve de l'Irlande, en janvier 2012 pour affronter les England Saxons. Il est titulaire pour cette rencontre, mais les siens sont battus 23-17.

### International irlandais en 2013
En mars 2013, Stephen Archer est sélectionné pour la première fois en équipe d'Irlande à la suite du forfait de Declan Fitzpatrick, pour participer au match face à la France lors du Tournoi des Six Nations 2013. Il est sur la feuille de match mais n'entre pas en jeu. Toutefois, durant le match suivant, contre l'Italie, il remplace Mike Ross en cours de jeu et connaît ainsi sa première cape avec son pays, sa seule durant le tournoi. Ensuite, au mois d'octobre, il est de nouveau convoqué en équipe nationale, pour les tests internationaux d'automne. Il entre en jeu lors d'une défaite 15-32 face à l'Australie, sa deuxième et dernière sélection avec le XV du Trèfle.

### Un joueur important du Munster (depuis 2013)
En deuxième partie de saison 2013-2014, Stephen Archer est de nouveau sélectionné avec les Ireland Wolfhounds (en). Il entre en jeu dans une victoire 14 à 8 face aux England Saxons. En début de saison 2014-2015, il est sélectionné avec l'Irlande pour la tournée d'automne, mais ne joue aucun match. Durant la suite de la saison, le Munster se qualifie en finale du Pro12. Archer entre en jeu, mais son équipe s'incline 13-31 contre Glasgow. À l'issue de cette rencontre, il rejoint l'équipe Emerging Ireland (en), avec qui il est convoqué pour jouer la Tbilissi Cup. Il joue trois matchs dans la compétition que son équipe remporte.
Durant la saison 2016-2017, le Munster élimine le Stade toulousain en quart de finale de Champions Cup (41-16). Cependant, son équipe perd la demi-finale contre les Saracens 26 à 10 et ne se qualifie donc pas pour la finale de la compétition. Toutefois le Munster atteint la finale de Pro12, après avoir terminé premier de la phase régulière et éliminé les Ospreys en demi-finale. En finale face aux Scarlets, Stephen Archer entre en jeu à la place de John Ryan. Les Gallois l'emportent sur le score de 46 à 22.
En janvier 2018, il prolonge son contrat avec sa province de deux ans, soit jusqu'en 2020. En novembre 2019, il joue son 200e match avec sa province. Il fait partie des onze joueurs ayant atteint cette barre symbolique. Deux mois plus tard, il prolonge de nouveau son contrat de deux ans.
Stephen Archer joue dix-neuf matchs toutes compétitions confondues durant la saison 2020-2021. En Coupe d'Europe, sa province est éliminée dès les huitièmes de finale par le Stade toulousain. En Pro14, elle atteint la finale de la compétition où elle affronte le Leinster. Pour ce match, Archer entre en jeu à la place de John Ryan. Cependant, les siens sont battus sur le score de 16 à 6.
Deux ans plus tard, en 2022-2023, son équipe se qualifie encore une fois en finale du United Rugby Championship après avoir battu le Leinster en demi-finale. En finale, les Irlandais affrontent les Sud-Africains des Stormers, et Stephen Archer est titulaire en première ligne aux côtés de Jeremy Loughman et Diarmuid Barron pour cette rencontre. Le Munster s'impose 19 à 14 et remporte cette compétition pour la première fois depuis 2011,. Aussi, durant cette saison, il prolonge son contrat d'un an.

## Statistiques

### En province
| Saison        | Club          | Championnat               | Championnat | Championnat | Coupe d'Europe | Coupe d'Europe | Coupe d'Europe |
| Saison        | Club          | Compétition               | Matchs      | Essais      | Compétition    | Matchs         | Essais         |
| ------------- | ------------- | ------------------------- | ----------- | ----------- | -------------- | -------------- | -------------- |
| 2009-2010     | Munster       | Celtic League             | 3           | -           | Coupe d'Europe | -              | -              |
| 2010-2011     | Munster       | Celtic League             | 8           | -           | Coupe d'Europe | -              | -              |
| 2011-2012     | Munster       | Pro12                     | 16          | 1           | Coupe d'Europe | 2              | -              |
| 2012-2013     | Munster       | Pro12                     | 18          | -           | Coupe d'Europe | 2              | -              |
| 2013-2014     | Munster       | Pro12                     | 14          | 1           | Coupe d'Europe | 6              | -              |
| 2014-2015     | Munster       | Pro12                     | 22          | -           | Coupe d'Europe | 5              | -              |
| 2015-2016     | Munster       | Pro12                     | 10          | -           | Coupe d'Europe | -              | -              |
| 2016-2017     | Munster       | Pro12                     | 21          | 1           | Coupe d'Europe | 6              | -              |
| 2017-2018     | Munster       | Pro14                     | 20          | -           | Coupe d'Europe | 8              | -              |
| 2018-2019     | Munster       | Pro14                     | 22          | -           | Coupe d'Europe | 7              | -              |
| 2019-2020     | Munster       | Pro14                     | 14          | -           | Coupe d'Europe | 6              | 1              |
| 2020-2021     | Munster       | Pro14                     | 13          | -           | Coupe d'Europe | 3              | -              |
| 2020-2021     | Munster       | Pro14 Rainbow Cup         | 3           | -           | Coupe d'Europe | 3              | -              |
| 2021-2022     | Munster       | United Rugby Championship | 13          | 1           | Coupe d'Europe | 4              | -              |
| 2022-2023     | Munster       | United Rugby Championship | 14          | 1           | Champions Cup  | 1              | -              |
| Total Munster | Total Munster | Total Munster             | 211         | 5           | Coupe d'Europe | 50             | 1              |

### En équipe nationale
Stephen Archer compte deux sélections en équipe d'Irlande. Il a pris part à une édition du Tournoi des Six Nations en 2013.
| Année | Compétition | Matchs | Points | Essais |
| ----- | ----------- | ------ | ------ | ------ |
| 2013  | Six Nations | 1      | -      | -      |
| 2013  | Test matchs | 1      | -      | -      |
| Total | Total       | 2      | 0      | 0      |

## Palmarès

### En club
- Cork Constitution RFC
  - Vainqueur du Championnat d'Irlande en 2010
- Munster
  - Vainqueur de la Celtic League en 2011
  - Vainqueur de la British and Irish Cup en 2012
  - Finaliste du Pro12/Pro14 en 2015 et 2017 et 2021
  - Vainqueur du United Rugby Championship en 2023

### En équipe nationale
- Emerging Ireland (en)
  - Vainqueur de la Tbilissi Cup en 2015